# ユセフ・ラティーフ
ユセフ・ラティーフ（Yusef Lateef、出生名: ウィリアム・エマニュエル・ハドルストン；英語: William Emanuel Huddleston、1920年10月9日 - 2013年12月23日）は、アメリカ合衆国のジャズ・ミュージシャン（マルチ・リード奏者）、作曲家。
主な演奏楽器はテナー・サックスとフルートであるが、ジャズでは珍しいオーボエやバスーンに加え、バンブーフルート、シェーナイ、ショファル、塤、アルグール、箏など西洋楽器以外も多数演奏していた。
ジャズと東洋音楽を融合させた「革新者」としても知られる 。
「ニューヨーク・タイムズ」紙の編集者であるピーター・キープニュースは、追悼記事において「『ワールドミュージック』という語ができる以前からワールドミュージックを演奏していた」と述べている。
著書には、小説『Night in the Garden of Love』や『Another Avenue』、短編集『Spheres and Rain Shapes』、ハーブ・ボイドとの共著である自伝『The Gentle Giant』などがある。
ラティーフはレコードレーベルのYAL Recordsに加え、楽譜出版社のFANA Musicも所有しており、『Yusef Lateef's Flute Book of the Blues』やオーケストラ曲などの作品を同社より出版していた。

## 経歴

### 若年期
1920年、テネシー州チャタヌーガに生まれる。1923年にオハイオ州ロレインに、1925年にはミシガン州デトロイトに家族で引っ越し、父親が姓を「エヴァンズ (Evans)」に変えた。
若年期に、デトロイトを拠点に活動していたヴィブラフォン奏者のミルト・ジャクソン、ベーシストのポール・チェンバース、ドラマーのエルヴィン・ジョーンズ、ギタリストのケニー・バレルらのミュージシャンと関わった。18歳で高校を卒業後、プロのミュージシャンとしてのキャリアをスタートさせ、様々なジャズバンド（スウィング・バンド）とツアーを回るようになった頃には、熟練したサックスの腕前を身につけていた。最初に買った楽器はアルト・サックスであったが、その1年後にはレスター・ヤングの演奏に影響を受けテナー・サックスに転向した。
1949年、ディジー・ガレスピーに招待され、ツアーに参加した。1950年、デトロイトに戻り、ウェイン州立大学で作曲とフルートを学んだ。
この時期に、イスラム教（アフマディーヤ）へと改宗し、改名も行った。また、ラティーフはメッカへの巡礼を2度行った。

### 中年期

#### 音楽活動
1957年、サヴォイ・レコードでリーダーとしてレコーディングを開始し、その提携は1959年まで続いたが、同時期にプレスティッジ・レコードのレーベルであるニュー・ジャズから最初期のアルバムを発表している。また、この時期にはトランペット・フリューゲルホルン奏者のウィルバー・ハーデン、ベーシストのハーマン・ライト、ドラマーのフランク・ガント、ピアニストのヒュー・ローソンらと協働した。
1961年には、アルバム『Into Something』や『Eastern Sounds』のレコーディングにおいて、グループ内で圧倒的な存在感を示した。これらの録音では、テナー・サックスとフルートとともにラハーブ (rahab)、シェーナイ、アルグール、箏、様々な木製の中国の横笛、編鐘なども演奏され、「東洋」の影響がはっきりと聴いて取れる。西洋の楽器であるオーボエの演奏でさえ、ジャズではあまり使われない楽器のため、エキゾチックに感じられる。これらの曲自体はジャズ・スタンダード、ブルース、映画音楽などがミックスされており、ピアノ、ドラム、ダブルベースのリズム・セクションとともに演奏されている。
1962年から1964年にかけてはキャノンボール・アダレイ・クインテットのメンバーとしても活動するなど、他のミュージシャンの活動にも多く寄与した。
1960年代の後半には、『Detroit』や『Hush'n'Thunder』などのアルバムにおいて、ブルースの要素を強く残しつつも、ソウルやゴスペルなどの現代的な音楽のフレージングも取り入れるようになった。ラティーフは、自身の音楽や自身を「ジャズ」や「ジャズ・ミュージシャン」という言葉でひとくくりにされることを「音楽の一般化である」として嫌った。

#### 研究活動
1960年には再び学校に戻り、ニューヨーク市のマンハッタン音楽学校でフルートを学んだ。1969年には音楽の学士号（英語版:  Bachelor of music）を取得し、1970年には音楽教育の修士号を取得した。1971年からマンハッタン音楽学校で「自己心理学的音楽」 (autophysiopsychic music) の授業を担当し、1972年にはボロウ・オブ・マンハッタン・コミュニティ・カレッジで准教授となった。
1975年、西洋とイスラムの教育についての論文を完成させ、マサチューセッツ大学アマースト校で教育の専門職学位 (Doctor of Education) を取得した。
1980年代の初めには、ナイジェリアのザリアにあるアフマド・ベロ大学のナイジェリア文化研究センターで上席主任研究官を務めた。
1986年にアメリカに戻り、マサチューセッツ大学アマースト校とハンプシャー大学で教鞭を執った。

### 晩年期

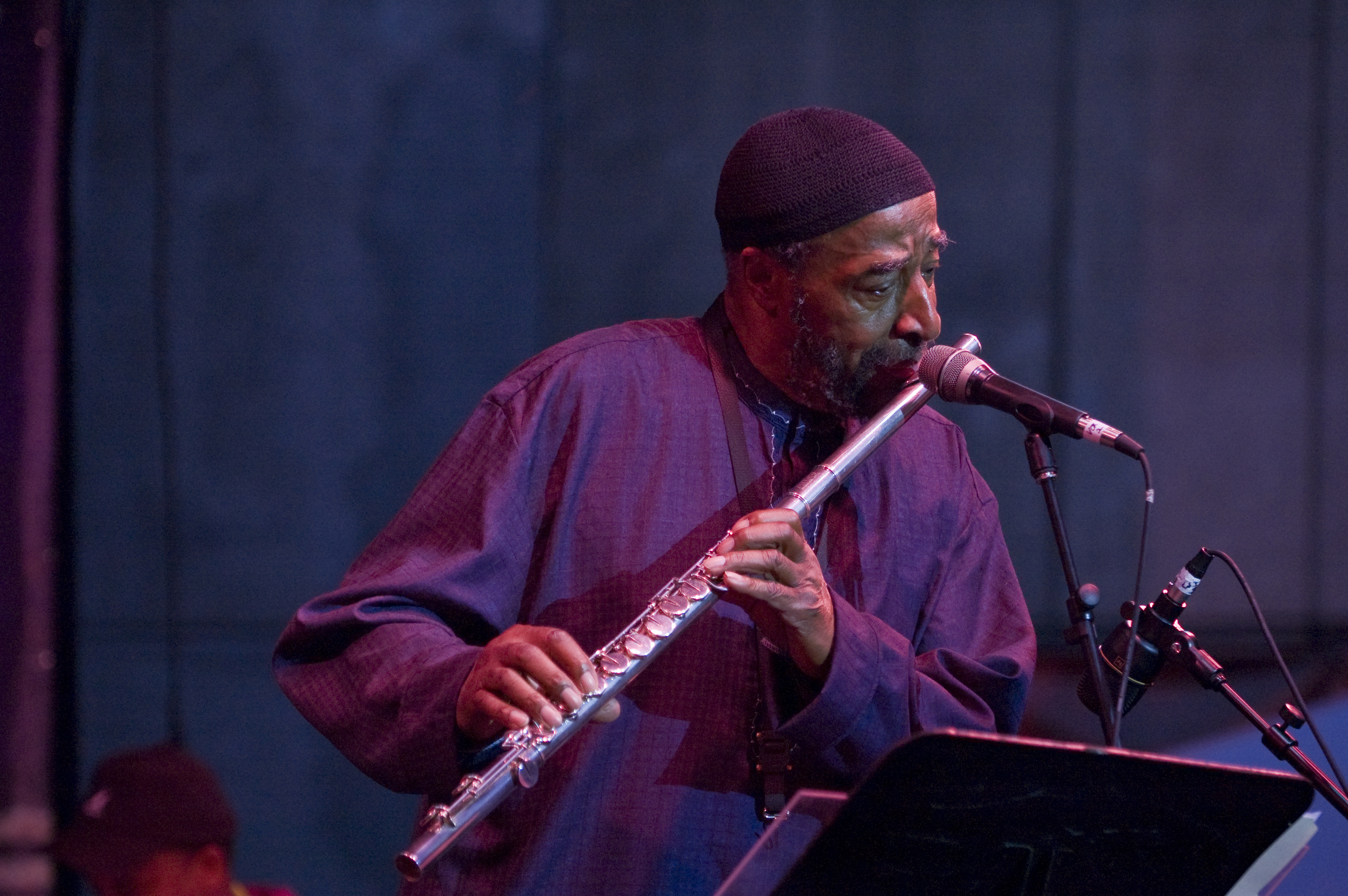
2007年のデトロイト・ジャズ・フェスティバルにて

1987年にリリースしたアルバム『Yusef Lateef's Little Symphony』は、グラミー賞の最優秀ニューエイジ・アルバム賞（英語版: Grammy Award for Best New Age Album）を受賞した。しかしながら、ラティーフの音楽にはジャズが根底にあり、ラティーフ自身も「私の音楽はジャズだ」と述べている。
1992年にはYAL Recordsを設立した。1993年、西部ドイツ放送オーケストラの委嘱を受けて、アメリカの奴隷制と公民権剥奪をテーマにしたオーケストラとカルテットのための4楽章構成の組曲「The African American Epic Suite」を作曲した。この作品はアトランタ交響楽団やデトロイト交響楽団も演奏している。
2005年、マサチューセッツ州の森の中にある木造のラティーフの家において、『ステップ・アクロス・ザ・ボーダー』の監督でもあるニコラ・ハンベルトとヴェルナー・ペンツェルにより映像作品『Brother Yusef』が撮影された。
2010年、独立機関である国立芸術基金により1982年に設立され、ジャズ界における最高の名誉とされるNEAジャズ・マスターズが授与された。
2012年には、マンハッタン音楽学校より名誉同窓生賞が贈られた。
2013年12月23日の朝、妻のアイーシャと息子のユセフを遺し、前立腺癌のため93歳で死去。
死後、遺族は「演奏され続けてほしい」との願いから、ラティーフの楽器の多くをオークションにかけた。木管楽器奏者のジェフ・コフィンは、テナー・サックスとバスフルートを購入した。
2019年6月25日、『ニューヨーク・タイムズ・マガジン』は、2008年のユニバーサル・スタジオ火災で録音素材が焼失したとされるアーティストのリストにラティーフの名前を挙げた。
2020年10月、マサチューセッツ大学芸術センターは生誕100周年を記念して、グレン・シーゲルらによるオンライン・プロジェクト「Yusef Lateef: A Centenary Celebration」が開催された。このイベントでは、関係者ら100人によるビデオ・メッセージ、ライブ・バーチャル・コンサート、写真の展示、論文の朗読などが行われた。

## 私生活
子供時代の一番記憶に残っていることは「自然への情熱」だと述べている。
1980年、アルコールが提供される場での演奏はもうしないと宣言した。1999年には、「人々がタバコを吸い、酒を飲み、語り合う場所で演奏するためのこの音楽をつくったとき、あまりにもたくさんの血と、汗と、涙が流された」と語った。
ラティーフは妻のアイーシャと息子のユセフ、孫、曾孫を遺して亡くなった。
最初の妻タヒラ (Tahira) と、タヒラとの間にもうけた娘と息子はいずれもラティーフより先に亡くなっている。